# フランツ・ドラメー
フランツ・ドラメー（Franz Drameh, 1993年1月5日 - ）は、イギリスの俳優。
アタック・ザ・ブロックのデニス役、オール・ユー・ニード・イズ・キルのフォード役など。

## 出演作品
- Q-ZONE：隔離地区
- オール・ユー・ニード・イズ・キル（フォード）
- アタック・ザ・ブロック（デニス）
- See 〜暗闇の世界〜 See (2019-) テレビシリーズ
- スティーラーズ (2021) - ベイツィ役